# 赵永忠
赵永忠（？—），男，中华人民共和国政治人物，曾任中共青海省委统战部部长，青海省政协副主席，青海省人民政府副省长，青海省人大常委会副主任，第九届全国政协委员。